# Януш Бобик
Януш Бобик (пол. Janusz Bobik, 17 грудня 1955) — польський вершник.
Срібний призер Олімпійських Ігор 1980 року в командному конкурі.
Бронзовий призер ігор Дружба-84 в командному конкурі.